# Gastronomia de Lituània

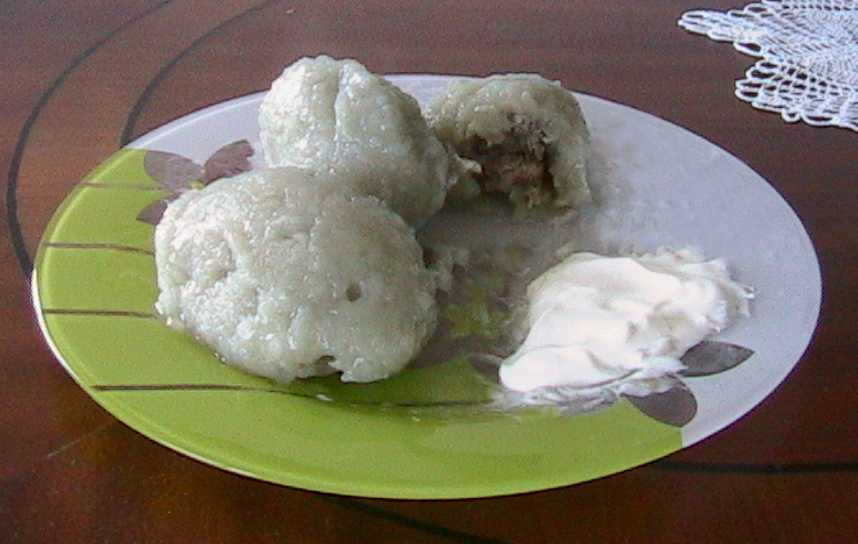
El plat nacional de Lituània el Cepelinai

La Gastronomia de Lituània és la gastronomia típica del país bàltic, cuina que s'adapta al clima fred del nord d'Europa, per això és molt comú l'ús d'ordi, patata, sègol, remolatxa, verdura de fulla verda, i bolets que creixen abundantment en els seus boscos, no és estrany veure algun d'aquests ingredients en les especialitats culinàries quotidianes.
Tot i l'aparent riquesa de la cuina, Lituània té una molt baixa prevalença de l'obesitat.

## Influències
A causa de la seva herència comú els lituans, els polonesos i els jueus Ashkenazi tenen molts plats i begudes en comú. D'aquesta forma els plats amb pasta tenen diferents versions entre els lituans, els polonesos i els jueus Ashkenazi i un bon exemple d'això són els pierogi, koldūnai, o kreplach, els donuts (pączki o spurgos), els creps (bliny, blynai, o blintzes). Les tradicions alemanyes també han afectat la cuina lituana, introduint en els plats com a ingredient la carn de porc i les patates, d'aquesta forma es tenen els pudding de patata (kugelis o Kugel) i les salsitxes de patata (vėdarai), així com el pastís amb aires barrocs conegut com a šakotis. La influència més exòtica prové de l'Est i en concret de la comunitat d'origen turc: de la cuina dels karaítas i d'aquesta forma els plats kibinai i čeburekai són molt populars a Lituània. Alguns dels plats tenen el seu origen en incidents puntuals al llarg de la història, un exemple és la "torte Napoleon" introduïda a la cuina mentre Napoleó passava per Lituània al segle xix.
L'ocupació per part de la Unió Soviètica del país va causar que alguns dels plats típics de la cuina russa hagin estat implantats en els costums lituans, però l'obstinació d'alguns lituans de mantenir els seus costums i la seva cuina ha aconseguit que hi hagués petits vedats inalterats, que després de la independència el 1990 van fer que la cuina tradicional hagi aconseguit restaurar la identitat lituana.

## Plats
El cepelinai és un plat típic de la cuina lituana (anomenat en lituà: Didžkukuliai) és considerat un dels plats nacionals de Lituània. És un tipus de dumpling elaborat amb puré de patates i farcit de carn picada, acompanyat de formatge quallat (quallada) o bolets. S'anomena així per a recordar la seva forma a la d'un Zeppellin; el cepelinai sol tenir una mida d'uns 20 cm de llarg. Es serveix calent i s'acompanya amb nata agra i bacó o costelles de porc.
Es pot provar el kepta duona que és una espècie de pa fregit que sol anar acompanyat de salsa de formatge i all. I també hi trobem el Skilandis, plat típic de la regió de Suvalkiia, un embotit fumat típicament lituà, que el gener de 201, va ser reconegut com a Especialitat tradicional garantida (ETG).
Altres plats típics lituans, són el Saltibarsciai, una sopa freda de remolatxa, acompanyada amb llet, quefir, etc., i el Kugelis, un pastís de patata acompanyat de ceba, porc, ous, llet, pebre i sal.